# DELPHI (expérience)
Pour les articles homonymes, voir Delphi.

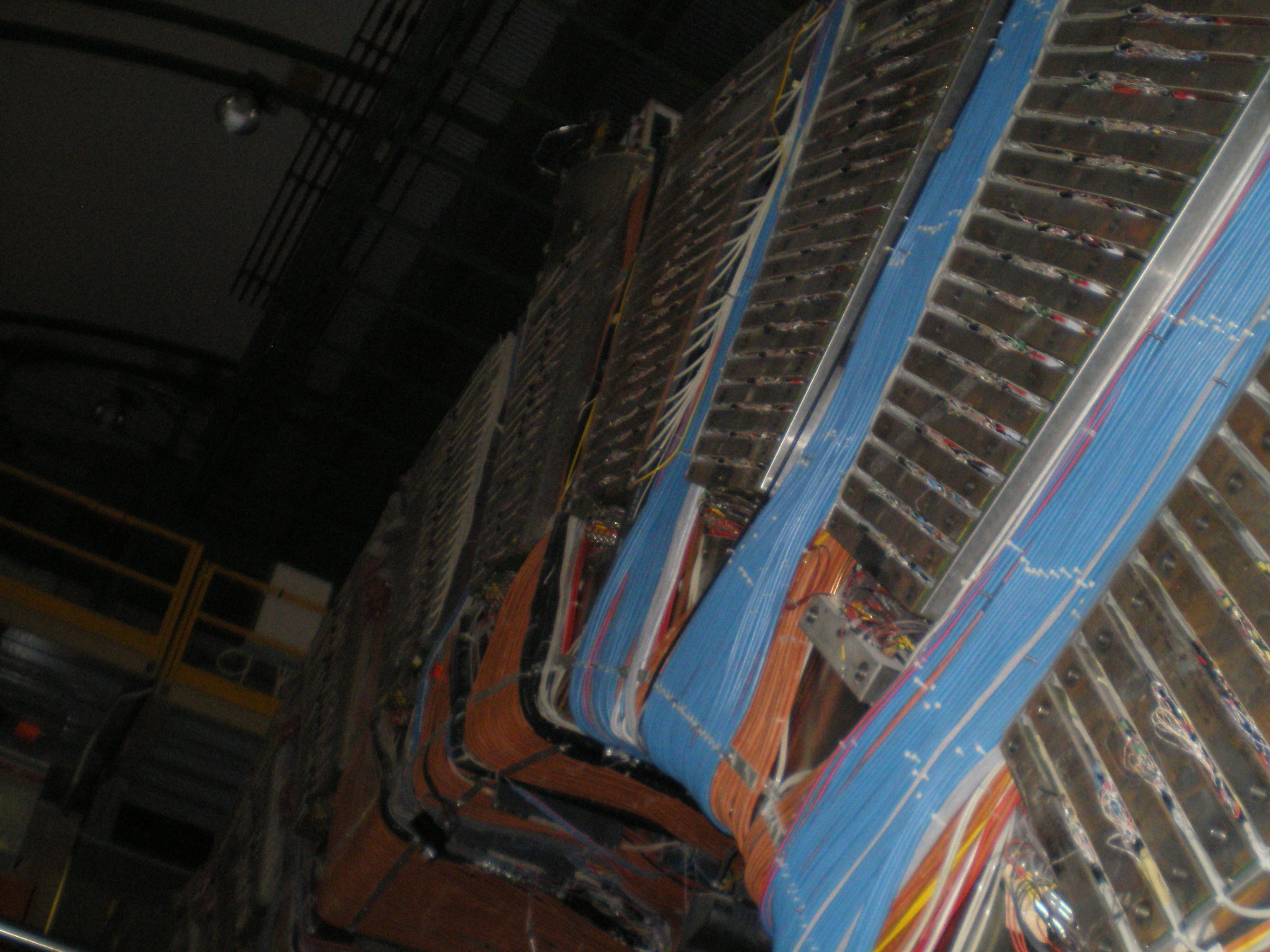
Partie haute du détecteur

DELPHI (DEtector with Lepton, Photon and Hadron Identification : détecteur avec identification de leptons, de photons et de hadrons) est une expérience de physique des particules localisée au CERN, à Genève. Elle étudie les produits de collisions électron-positon sur l'accélérateur LEP , .
DELPHI avait la forme d’un cylindre de plus de 10 mètres de long et de diamètre, et un poids de 3 500 tonnes. En fonctionnement, les électrons et les positons de l’accélérateur traversaient un tube passant par le centre du cylindre, et entraient en collision au milieu du détecteur. Les produits de la collision éjectés à l'extérieur du tube étaient analysés par de nombreux sous-capteurs conçus pour identifier la nature et les trajectoires des particules produites par la collision .
DELPHI a été construit entre 1983 et 1988, et le LEP a commencé à fonctionner en 1989. Après la mise hors service du LEP en novembre 2000, DELPHI a commencé à être démantelé et le démantèlement a été terminé en septembre 2001 ,.